# Liste der Monuments historiques in Vétheuil
Die Liste der Monuments historiques in Vétheuil führt die Monuments historiques in der französischen Gemeinde Vétheuil auf.

## Liste der Bauwerke
| Bezeichnung                  | Beschreibung                  | Standort | Kennzeichnung | Schutzstatus | Datum | Bild           |
| ---------------------------- | ----------------------------- | -------- | ------------- | ------------ | ----- | -------------- |
| Kreuz                        | Erbaut im 16. Jahrhundert     | (Lage)   | PA00080224    | Classé       | 1921  |                |
| Kirche Notre-Dame            | Erbaut im 12./13. Jahrhundert | (Lage)   | PA00080225    | Classé       | 1840  | weitere Bilder |
| Treppe zur Kirche Notre-Dame | Erbaut im 16. Jahrhundert     | (Lage)   | PA00080226    | Inscrit      | 1984  |                |

## Liste der Objekte

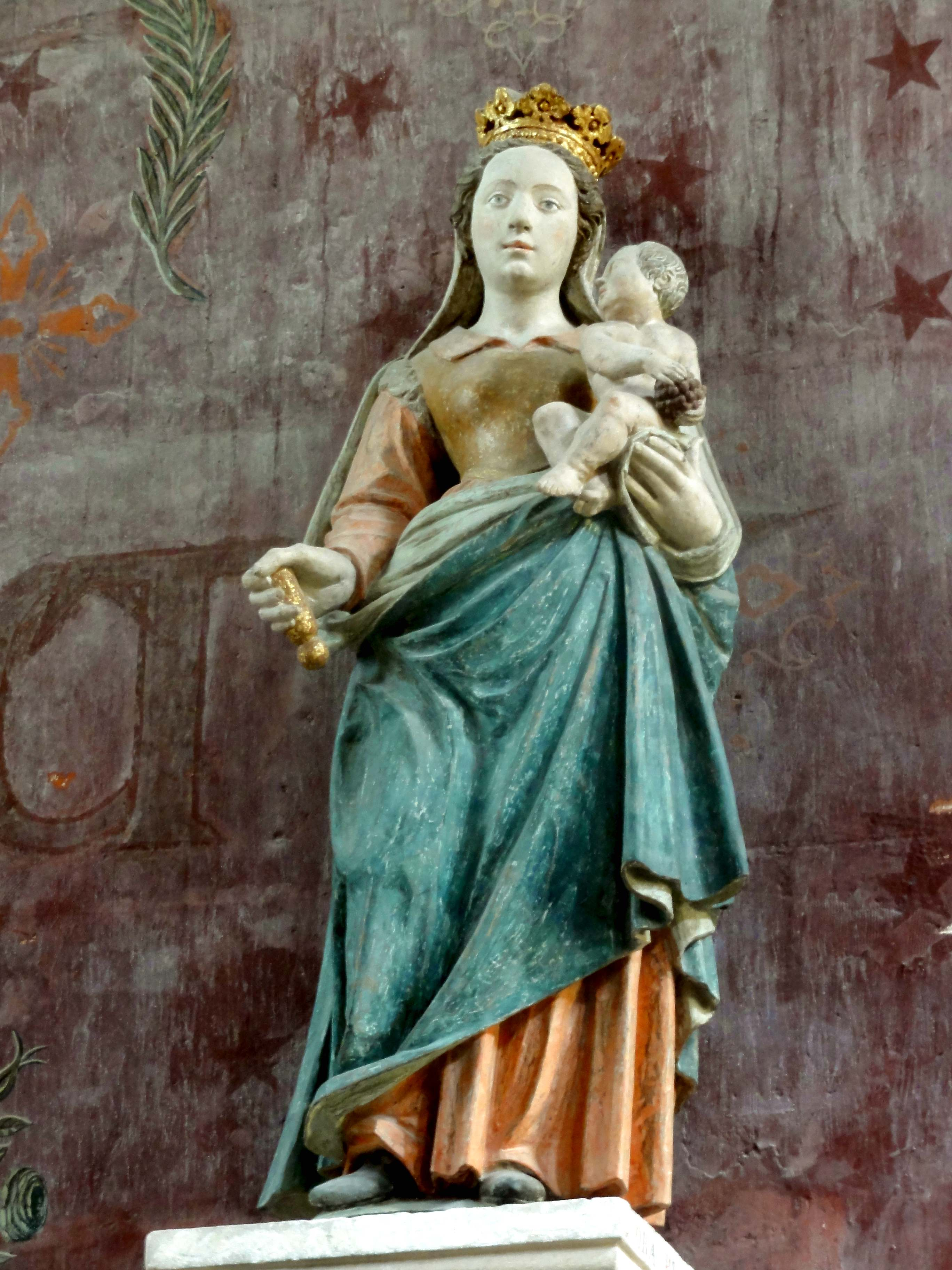
Skulptur Madonna und Kind (16. Jahrhundert) in der Kirche Notre-Dame

- Monuments historiques (Objekte) in Vétheuil in der Base Palissy des französischen Kultusministeriums